# Caffè Fiorio
Le Caffè Fiorio est le nom d'un célèbre café-glacier, situé Via Po (it) à Turin. 
C'était un lieu de rencontre habituel pour les nobles au moment de la restauration et plus tard pour les principaux intellectuels et hommes politiques du Risorgimento. Aujourd'hui encore, c'est un lieu de rencontre apprécié des Turinois et des touristes.

## Histoire

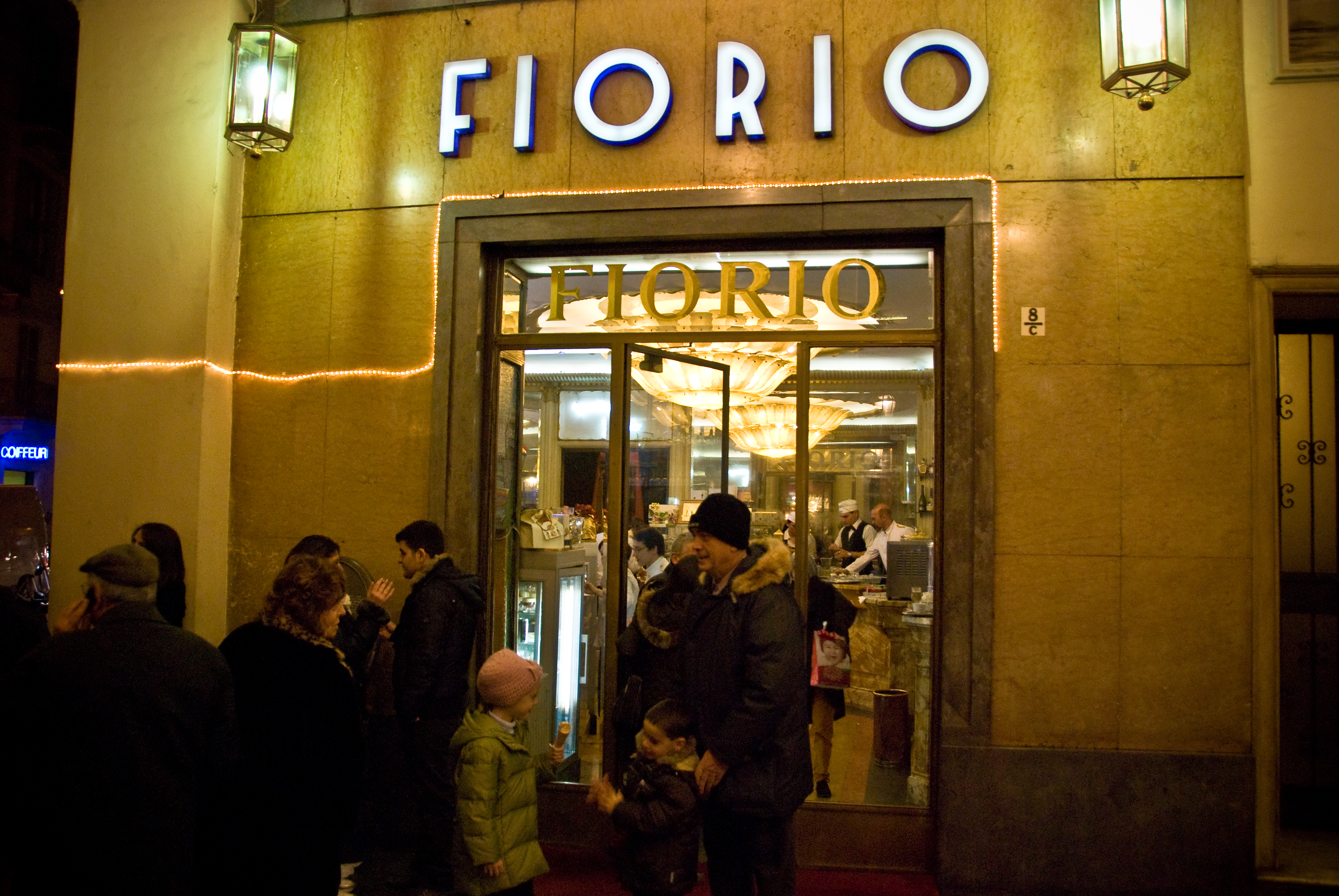
La porte d'entrée du Fiorio.

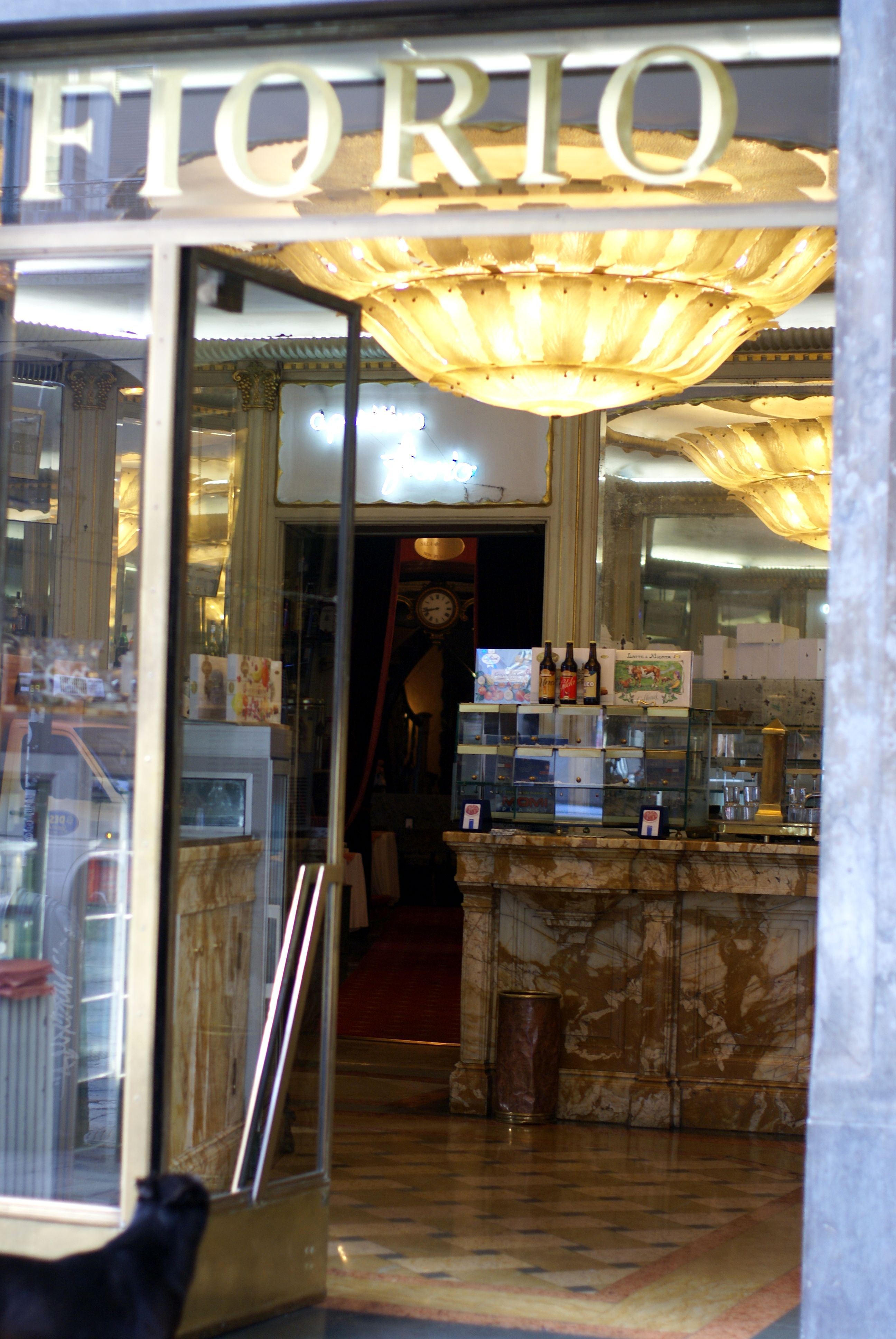
Aperçu de l'intérieur.

Ouvert en 1780, il a été le lieu de rencontre, au milieu du XIXe siècle, des artistes et des hommes politiques influents parmi lesquels Urbano Rattazzi, Massimo d'Azeglio, Giovanni Prati, Camillo Cavour et Cesare Balbo.
Considéré comme un lieu d'intrigues, il était défini comme le caffè dei Macchiavelli e dei Codini et, chaque matin, le roi Charles Albert de Savoie aimait bien savoir ce qui s'était dit, la veille, entre les murs du Caffè Fiorio.
Aujourd'hui, dans un décor feutré, le Fiorio conserve une atmosphère risorgimentale où l'on peut apprécier, lors d'un petit-déjeuner ou déjeuner, ses pâtisseries ou spécialités telles les marrons glacés,  cioccolata calda (chocolat chaud)  et surtout ses célèbres crèmes glacées comme le fameux gelato al gianduia. Au premier étage de l'établissement, jusqu'en juin 2010, une série de  concerts musicaux est organisée tous les vendredis soir.